# Афари
Афарите са етническа група, която населява района между Етиопия, Еритрея и Джибути. Те съставляват 35% от населението на Джибути, 5% от населението на Еритрея и 2% от населението на Етиопия.